# كريستيان شراير
كريستيان شراير (بالألمانية: Christian Schreier)‏ هو لاعب كرة قدم ومدرب كرة قدم ألماني في مركزي الوسط والهجوم، ولد في 4 فبراير 1959 في كاستروب راوكسل في ألمانيا. شارك مع منتخب ألمانيا الأولمبي لكرة القدم ومنتخب ألمانيا لكرة القدم. أما مع النوادي، فقد لعب مع بادربورن 07 وباير 04 ليفركوزن وروت فايس إيسن وفورتونا دوسلدورف ونادي بوخوم.

## وصلات خارجية
- كريستيان شراير على موقع قاعدة بيانات كرة القدم.إي يو (الإنجليزية)
- كريستيان شراير على موقع بيانات كرة القدم. دي إي (الألمانية)
- كريستيان شراير على موقع ناشيونال فوتبول تيمز (الإنجليزية)
- كريستيان شراير على موقع عالم كرة القدم.نت (الإنجليزية)
- كريستيان شراير على موقع أوليمبيديا (الإنجليزية)